# Ernst Haeckel

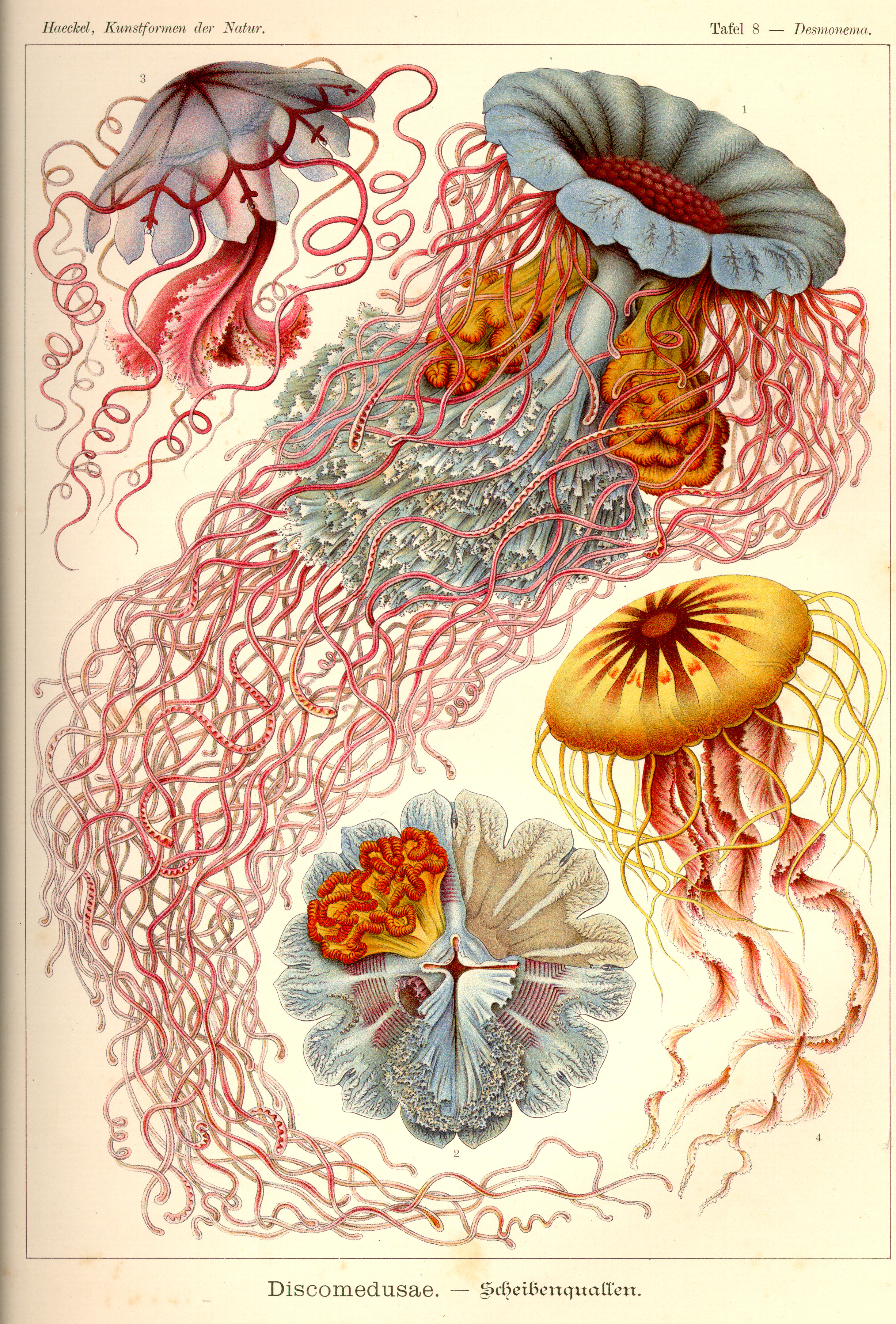
Desmonema annasethe (Haeckel), Floscula promethea (Haeckel), Chrysaora mediterranea (Peron).
Haeckel chiama D. annasethe la medusa dopo la morte della prima moglie Anna Sethe, avvenuta nel 1864, l'anno precedente la prima osservazione dell'organismo.

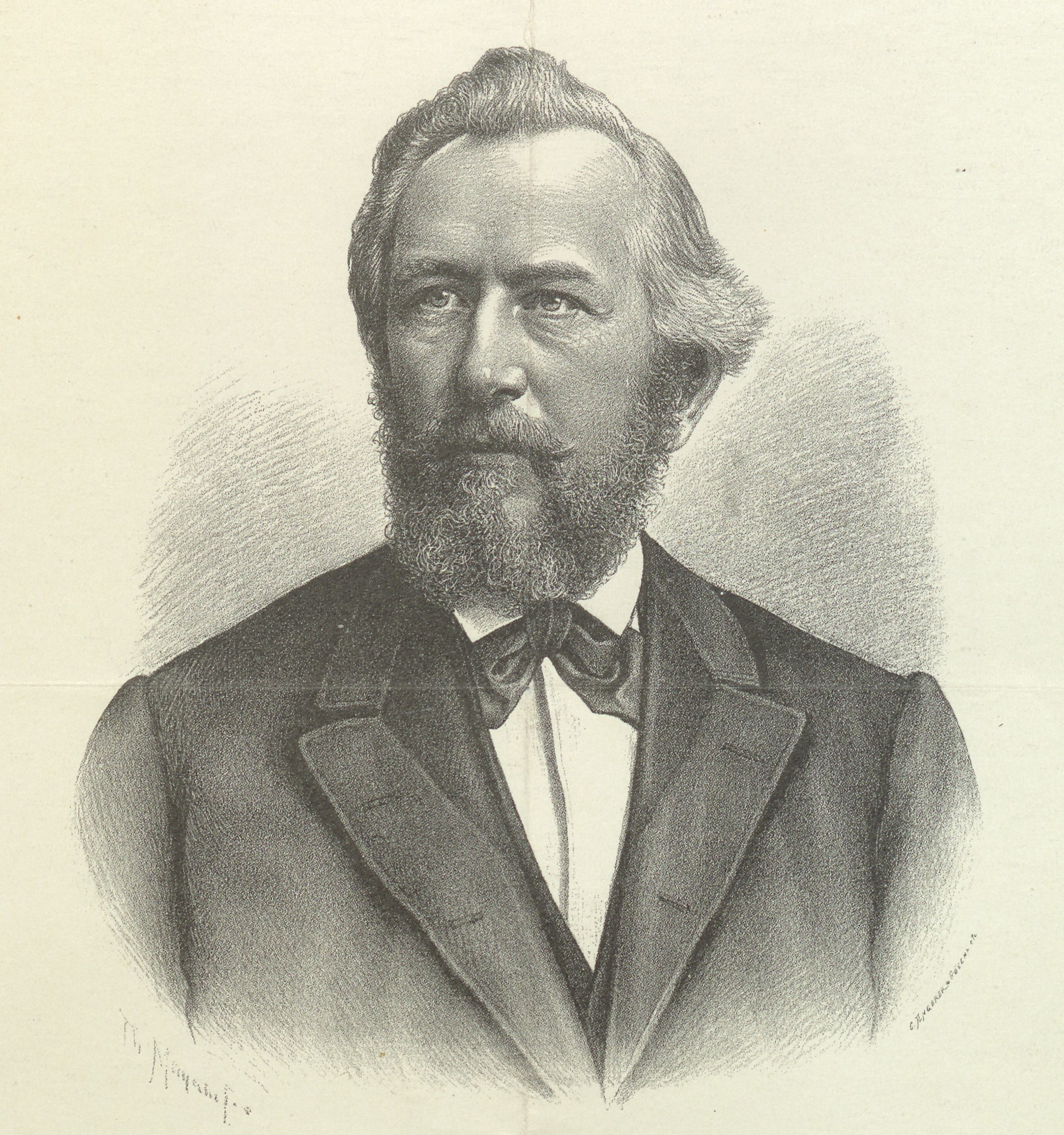
Ernst Haeckel ritratto da Theodor Mayerhofer

Ernst Heinrich Philipp August Haeckel (Potsdam, 16 febbraio 1834 – Jena, 9 agosto 1919) è stato un biologo, zoologo, filosofo e artista tedesco.

## Carriera scientifica
Laureato in medicina all'Humboldt Universität di Berlino, tra i suoi maestri ebbe il fisiologo e ittiologo Johannes Peter Müller, che lo portò con sé durante una spedizione estiva per studiare gli organismi marini lungo la costa di Helgoland. Scontento della pratica medica, studiò per tre anni zoologia all'università di Jena, specializzandosi in biologia marina. Restò poi a Jena come docente per 47 anni dal 1862 al 1909, diventando anche professore di anatomia comparata. Il 13 febbraio 1898 fu nominato Socio straniero dell'Accademia delle Scienze di Torino.
Ha scoperto, descritto e denominato migliaia di nuove specie e coniato molti termini in biologia, come ecologia, phylum, filogenesi, cellule staminali, antropogenia e regno dei protisti.
Haeckel ha promosso e reso popolare l'opera di Charles Darwin in Germania, anche se ritenne che l'evoluzione fosse determinata dall'ambiente (come credeva Lamarck) e non solo dalla "selezione naturale". Prendendo spunto dagli studi sull'evoluzione dei linguaggi del linguista August Schleicher, suo amico a Jena, sviluppò il primo albero filogenetico per rappresentare le relazioni "genealogiche" fra tutte le forme di vita.
Haeckel sviluppò la teoria, oggi superata, della ricapitolazione, detta anche "parallelismo embriologico" o "legge biogenetica fondamentale", che sfrutta l'embriologia  a sostegno del darwinismo. Haeckel la sintetizzò con una formula fortunata: "l'ontogenesi ricapitola la filogenesi".
L'opera artistica di Haeckel, pubblicata inizialmente in fascicoli separati di 10 litografie, comprende oltre 100 illustrazioni dettagliate e policromatiche di molte creature marine (raccolte nel 1904 nel libro "Kunstformen der Natur", "Forme d'arte della natura"). L'opera, che è stilisticamente facilmente ascrivibile all'autore per i tratti grafici caratteristici, ebbe grande diffusione e influenzò gli sviluppi artistici dell'Art Nouveau all'inizio del XX secolo.

## L'adesione al darwinismo
Non appena Haeckel lesse l'opera di Darwin, diventò un fervente sostenitore dell'evoluzionismo: talvolta è riferito come il più famoso "darwinista" dell'Europa continentale proprio per la sua fortunatissima attività di pubblicista e divulgatore. Le sue teorie, però, non sono esclusivamente darwiniste, ma frutto della fusione della "discendenza con modificazioni" di Charles Darwin con la "teoria delle metamorfosi delle piante" di Goethe e col trasformismo di Jean-Baptiste Lamarck.
La prima importante opera scientifica di Haeckel è la Generelle Morphologie der Organismen ("Morfologia generale degli organismi") del 1866. Due anni dopo ne scrisse una versione divulgativa, la Natürliche Schöpfungsgeschichte (Storia della creazione naturale), che ebbe uno straordinario successo in tutta Europa. Haeckel identificò l'importanza del carbonio per spiegare la struttura chimica dei composti organici (allora quasi totalmente ignota), affermando cioè che la chimica organica è totalmente analoga a quella inorganica ed eliminando la necessità di un creatore che infondesse nella materia bruta una vis vitalis. Affrontò, inoltre, il problema della biogenesi, il processo con cui le prime forme di vita potrebbero essersi formate a partire dal mondo inorganico, ipotizzando due fasi. Nella prima si sarebbero formati i composti inorganici più importanti, con cui nella fase successiva si sarebbe sviluppato il primo organismo vivente.
Nella Generelle Morphologie Haeckel sviluppa anche la teoria della ricapitolazione, da cui poi prese spunto per ipotizzare che tutti gli organismi superiori, i metazoi, siano evoluti da un ipotetico animale diblastico simile a una gastrula ("teoria della gastrea"  pubblicata come Studien zur Gastraea-Theorie, Jena 1877).

## L'antropogenesi e il monismo
Nel 1874 Haeckel scrisse la Anthropogenie, oder, Entwickelungsgeschichte des Menschen (Antropogenia o storia dell'evoluzione umana), opera in cui applica all'uomo tutti i metodi e le idee sviluppate nella Generelle Morphologie. Dopo una introduzione storica sulle teorie dell'evoluzione, Haeckel esamina la storia dell'embrione umano (ontogenesi). Nella terza sezione studia la filogenesi dell'uomo: dalla monera alla gastrea, dai pesci primitivi agli amnioti dai mammiferi primitivi alla scimmia. Nella quarta sezione tratta l'evoluzione dei sistemi di organi (gruppi di organi collaboranti): la pelle, il sistema nervoso, il sistema sensoriale, il sistema motore, il sistema intestinale, il sistema cardiovascolare e il sistema urogenitale. Nel capitolo conclusivo, infine, Haeckel critica ogni concezione dualista di origine religiosa (creazione, esistenza dell'anima, ecc.) e propone brevemente le sue tesi moniste, secondo cui la vita biologica e spirituale è un proprietà intrinseca della materia (ilozoismo).
Nel 1894, poi, le tesi di Haeckel saranno approfondite e sistematizzate nell'opera: Die systematische Phylogenie ("Filogenesi sistematica"). 

### Il poligenismo
A differenza di Darwin, Haeckel affermò che le razze umane si erano evolute separatamente da progenitori scimmieschi (poligenismo). La culla dell'evoluzione era ipotizzata nel mitico continente di Lemuria, posto nell'oceano indiano e successivamente inabissatosi. L'esistenza della Lemuria era stata ipotizzata da Philip Sclater nel 1864 per spiegare il ritrovamento di specie fossili analoghe ai lemuri (una specie che vive solo nel Madagascar) solo in località fra il Pakistan e la Malesia e non nel Medio Oriente. La scoperta della deriva dei continenti ha reso inutile l'ipotesi della Lemuria, oggi abbandonata.
L'ipotesi che l'uomo si fosse sviluppato in un continente scomparso aveva il vantaggio aggiuntivo di spiegare come mai non si trovassero in alcun luogo resti fossili dell'anello mancante fra l'uomo e i suoi progenitori, eliminando così un facile argomento contro l'evoluzionismo.
Il poligenismo costituisce una solida base per ogni teoria razzista.

### Il monismo
L'impostazione filosofica monista da lui prescelta indusse Haeckel anche a enunciare la "legge della sostanza", che prevedeva la conservazione della "sostanza", unione di materia ed energia, anticipando un principio che trovò poco dopo un significato completo solo con Einstein.
Nella sua ultima opera Die Welträtsel ("L'enigma del mondo") egli fonda su di essa un suo sistema filosofico, il monismo. Nel monismo sostanza e spirito sono un tutt'uno, compongono un'unità che rende manifesto il mondo, attraverso una ciclica ed eterna evoluzione. Il suo sistema filosofico non è pertanto né materialistico né spiritualistico, è stato definito come un "ilozoismo scientifico" o un "panteismo ateistico".
Il monismo di Haeckel risultò in una fusione di scienza, filosofia e religione, per la quale egli immaginò l'adozione di riti e templi di adorazione della natura, ottenuti riconvertendo musei o chiese cristiane. Nell'occasione di un congresso di liberi pensatori, tenuto a Roma nel 1904 Haeckel fu nominato "antipapa".
Nel 1906 fondò a Jena la "Lega monista tedesca" (Deutscher Monistenbund), di cui divenne presidente onorario. La lega, scomparsa all'avvento del nazismo, era un'associazione, a cui aderirono personaggi autorevoli nelle discipline più diverse come, per esempio, il chimico Wilhelm Ostwald, l'elettrotecnico (e fondatore della Telefunken) Georg von Arco, la giornalista pacifista Helene Stöcker, il letterato Walter Arthur Berendsohn, il fisico Ernst Mach, il sociologo Ferdinand Tönnies, il teosofo Rudolph Steiner e lo psichiatra August Forel.

## L'impegno politico, culturale, e filosofico
Ernst Haeckel fu un libero pensatore le cui idee risultarono particolarmente attraenti negli ambienti della destra nazionalista legata a Otto von Bismarck e avversaria della chiesa cattolica. Il suo impegno culturale e filosofico si rivela particolarmente nelle due seguenti opere:
- "La scienza e l'insegnamento libero" (1878) per sostenere l'insegnamento dell'evoluzione nelle scuole superiori in polemica con Rudolf Virchow, che, per quanto anch'egli ateo, riteneva che l'evoluzionismo non fosse ancora sufficientemente consolidato. Il carattere fortemente anticlericale di questa e di altre opere di Haeckel contribuì a suscitare enormi resistenze all'evoluzionismo in molti ambienti conservatori costringendo Darwin stesso a scrivergli pregandolo di smorzare i toni sia della propaganda contro il mondo ecclesiastico sia dell'insistenza sulle implicazioni politiche e sociali, prima fase di sviluppo del “darwinismo sociale”.
- Die Welträtsel ("L'enigma del mondo", 1895-1899), l'ultima opera scientifico/divulgativa, di cui furono stampate 400 000 copie e che fu tradotta in molte lingue, fra cui in inglese come The Riddle of the Universe (="L'enigma dell'Universo") e in italiano come "Il problema dell'Universo". Il termine allude alla natura profonda dell'universo e della vita.

## La teoria della ricapitolazione e l'evoluzionismo razziale

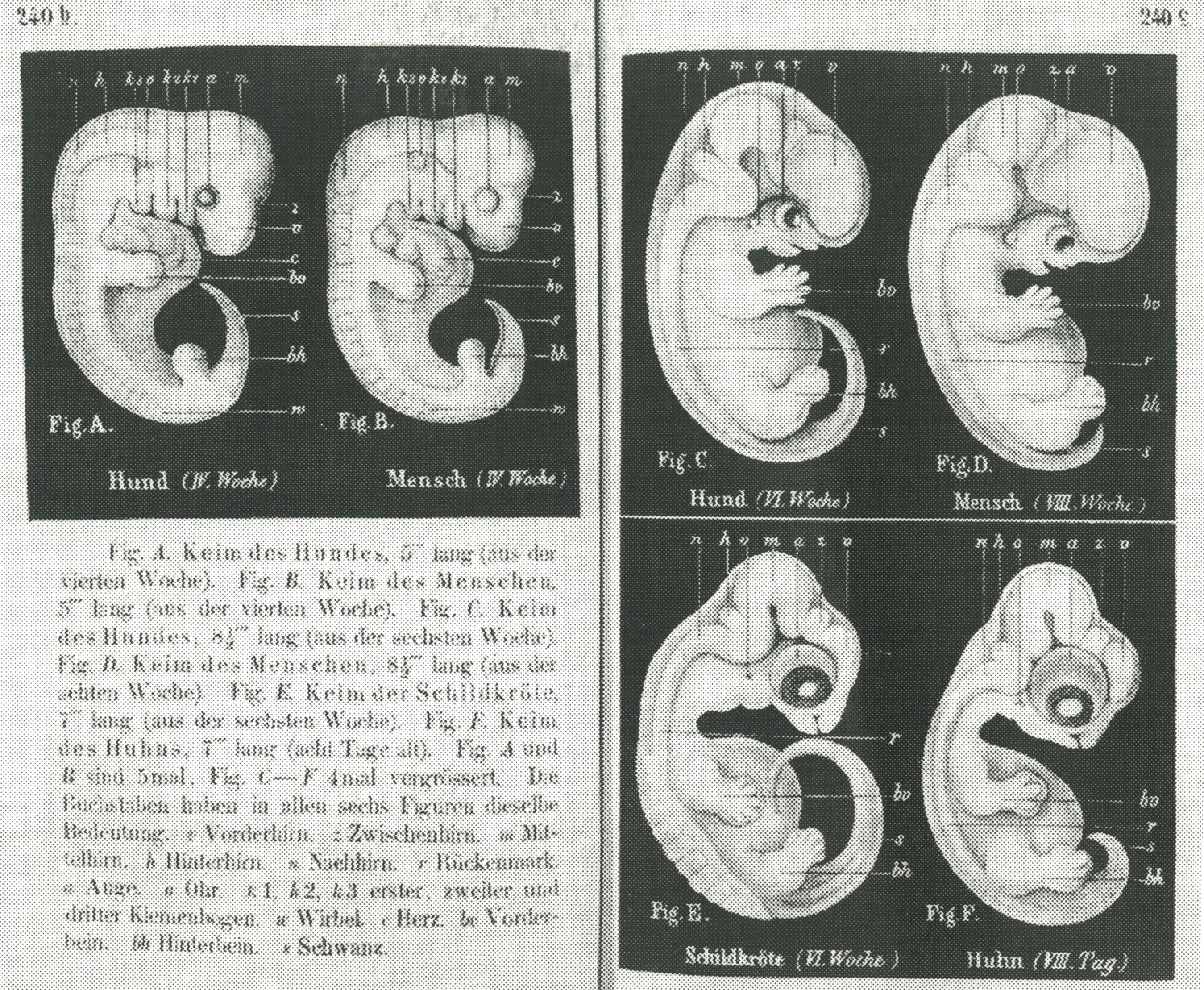
Illustrazioni di embrioni di cane e umani, che appaiono quasi identici a 4 settimane poi diversi a 6 settimane, mostrati sopra ad un embrione di tartaruga a 6 settimane e di gallina a 8 giorni, presentati da Haeckel nel 1868 come prova convincente dell'evoluzione. Le rappresentazioni dei primi stadi embrionali sono oggi considerate inesatte.

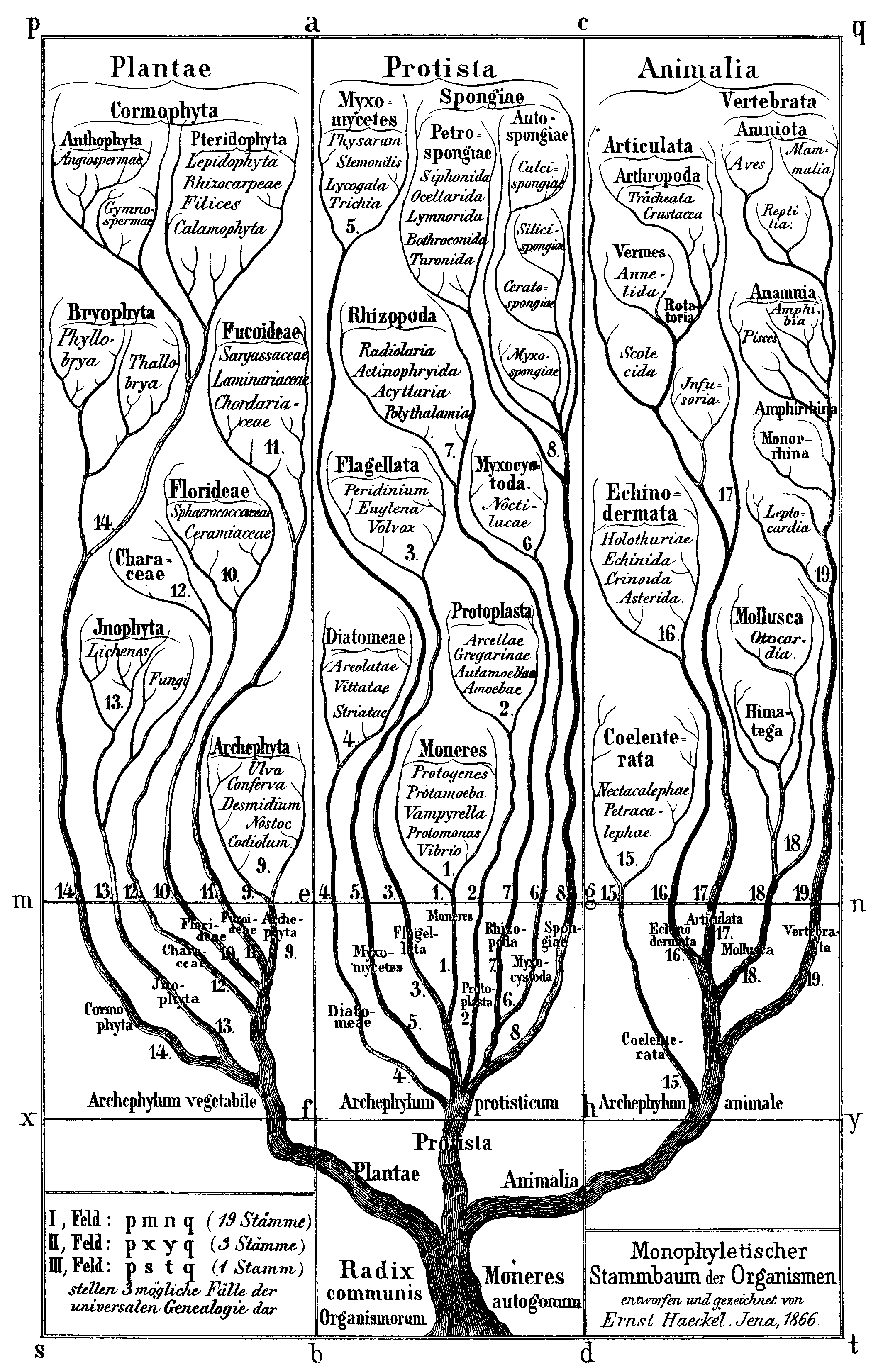
'Monophyletischer Stammbaum der Organismen' tratto da 'Generelle Morphologie der Organismen' (1866). In evidenza i tre rami principali: Plantae, Protista, Animalia.

La teoria della ricapitolazione, che Haeckel sintetizzò nella frase "l'ontogenesi ricapitola la filogenesi", afferma che lo sviluppo di un singolo organismo biologico, od ontogenesi, possiede parallelismi e riassume lo sviluppo evolutivo della propria specie, o filogenesi. Essa ebbe enorme importanza come strumento propagandistico del darwinismo: secondo questa teoria la semplice osservazione delle fasi di sviluppo dell'embrione umano consentiva di osservare in qualche modo anche l'evoluzione della specie. Questo approccio avrebbe potuto essere sfruttato per creare una gerarchia delle specie viventi, in cui quelle più recenti (l'uomo) sarebbero state considerate le più perfette e perciò dotate di maggiori diritti di sopravvivenza e di dominio.
Haeckel è considerato perciò dai suoi detrattori uno dei padri del razzismo scientifico. Alcuni suoi giudizi, infatti, come il naso poco pronunciato e la mancanza di peli che presentano i bambini, che sarebbero state la dimostrazione che in base alle stesse caratteristiche fisiche, i ceppi orientali sarebbero stati di uno stadio evolutivo precedente, sarebbero state strumentalizzate anche dal nazionalsocialismo per dimostrare la propria teoria sulla superiorità della razza ariana. Tuttavia, i testi di Haeckel furono messi all'indice durante il nazismo a causa della sua libertà di pensiero ed Haeckel, inoltre, riconosceva apertamente il significativo contributo culturale apportato dagli studiosi ebrei.
In base a ciò, poi, gli haeckeliani definirono gli individui affetti dalla Sindrome di Down "idioti di tipo mongolico" o "mongoloidi", proprio perché essi rappresentavano a loro parere uno stadio evolutivo antecedente.
Secondo i suoi detrattori, egli avrebbe promosso idee che avrebbero contribuito a diffondere opinioni ideologiche sulle "razze", perché a esse venivano associate non solo caratteristiche fisiche, ma anche potenziali capacità intellettive. Egli riteneva che gli uomini neri «dai capelli lanosi» fossero «incapaci di una vera cultura interiore e di uno sviluppo mentale superiore». E la «differenza fra la ragione di un Goethe, di un Kant, di un Lamarck o di un Darwin, e quella del selvaggio più basso... è molto maggiore della differenza di grado esistente fra la ragione di quest'ultimo e quella dei mammiferi “più razionali”, le scimmie antropoidi». Rispetto a queste "razze inferiori", secondo Haeckel, «gli europei civilizzati, dovrebbero assegnare un valore del tutto diverso alla loro vita».
Le prove documentali poste a supporto delle teorie della ricapitolazione sono state fulcro di un dibattito di fine Novecento sulla attendibilità scientifica di Haeckel. Nell'edizione del 5 settembre 1997, della rivista scientifica Science, fu pubblicato un articolo di critica ai disegni degli embrioni di Haeckel, che si supponeva fossero il prodotto di un inganno, articolo intitolato "Haeckel's Embryos: Fraud Rediscovered". Robert J. Richards, e altri in seguito confutarono la cosa ma il dibattito proseguì, per diverso tempo.

## Influenza di Haeckel sulla cultura del XX secolo
Secondo Frank Sulloway e Stephen Jay Gould la legge biogenetica di Haeckel è uno dei fattori meno noti, ma più importanti, che hanno influenzato innumerevoli aspetti della cultura moderna. Non solo fornì la base biologica per lo sviluppo della teoria della sessualità infantile di Freud, ma è sottesa alle teorie sullo sviluppo infantile e l'educazione di pensatori molto diversi, come Rudolf Steiner, Jean Piaget e Benjamin Spock. Haeckel riteneva che nell'embrione e nel feto le capacità intellettuali fossero addormentate, ma che dopo la nascita l'individuo ripercorresse le tappe spirituali della specie.
La teoria della ricapitolazione, così, era estesa oltre la sua applicazione all'embrione diventando una legge fondamentale generale dello sviluppo umano. George Romanes, amico e collega di Darwin, illustrò il concetto nei suoi libri con uno schema dettagliato, secondo cui lo sviluppo mentale alla nascita era analogo a quello del riccio di mare e nei mesi successivi attraversava gli stadi degli insetti, dei pesci, dei rettili e degli uccelli per raggiungere verso i dodici mesi il livello degli elefanti e delle scimmie. Solo a quindici mesi il bambino era paragonabile a un cane o a una scimmia antropomorfa e successivamente il suo sviluppo seguiva quello degli ominidi.
Le idee di Haeckel influenzarono Freud sia direttamente sia tramite le teorie di Romanes e di Wilhelm Fliess. Gli stadi di sviluppo sessuale (orale, anale, genitale) descritti da Freud ripercorrono la filogenesi dell'apparato riproduttivo.
- Il concetto di Welträtsel, che compare anche in alcuni scritti del filosofo tedesco Friedrich Nietzsche (fra cui in Così parlò Zarathustra), è stato fonte di ispirazione per alcune composizioni musicali, come ad esempio la progressione armonica irrisolta alla fine del Così parlò Zarathustra composto da Richard Strauss, resa famosa dal libro e dal film 2001: Odissea nello spazio.

Haeckel, inoltre, non fu soltanto uno scienziato evoluzionista, ma volle essere e fu ritenuto il fondatore di una nuova religione della scienza che intendeva sostituirsi aggressivamente al cristianesimo come religione nazionale della Germania. Secondo Daniel Gasman la filosofia della storia hitleriana, espressa nel Mein Kampf e in altri scritti, era profondamente influenzata dalle teorie di Haeckel sull'evoluzione e analogamente a essa si rifecero i fascismi in Italia e in Francia.

## Introduzione di concetti e termini innovativi

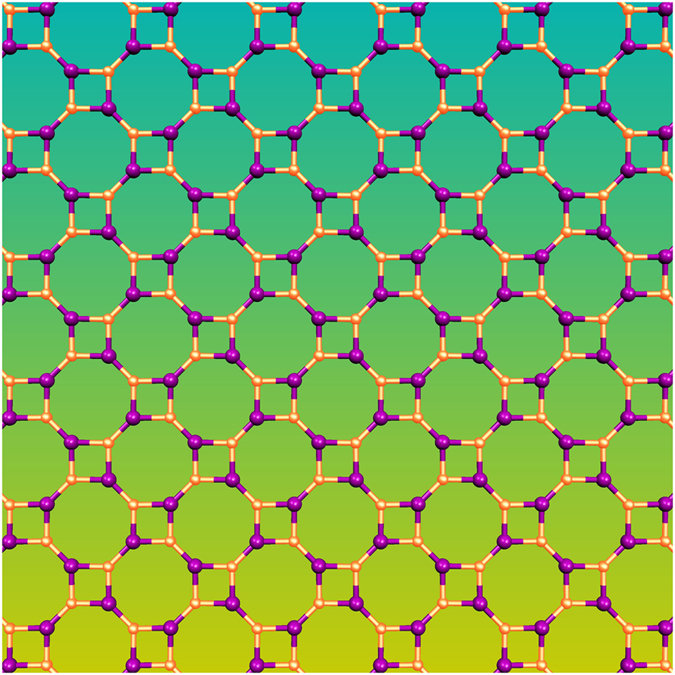
Haeckelite 8–4: struttura piana composta da anelli quadrati e ottagonali

Haeckel coniò numerosi termini scientifici, spesso molto diffusi anche oggi. Fra questi il termine ecologia (1866); definita studio dell'economia della natura e delle relazioni degli animali con l'ambiente organico e inorganico, soprattutto dei rapporti favorevoli e sfavorevoli, diretti o indiretti con le piante e con gli altri animali.
Haeckel è anche l'inventore del termine disteleologìa, per indicare quella parte della biologia che studia le mostruosità, ossia quei fenomeni che contraddicono l'ipotesi di una finalità intrinseca della natura e dei processi di formazione degli organismi viventi.

## Opere

Antropogenia o storia dell'evoluzione umana (Anthropogenie, 1874)

- Generelle Morphologie der Organismen: allgemeine Grundzüge der organischen Formen-Wissenschaft, mechanisch begründet durch die von Charles Darwin reformirte Descendenz-Theorie. (1866) Berlin
- Natürliche Schöpfungsgeschichte (1868); in italiano:  Ernesto Haeckel, Storia della creazione naturale: conferenze scientifico-popolari sulla teoria dell'evoluzione in generale e specialmente su quella di Darwin, Goethe e Lamarck; traduzione col consenso dell'autore di Daniele Rosa; con prefazione di Michele Lessona, Torino, Unione tipografico-editrice, 1892.
- Anthropogenie, oder, Entwickelungsgeschichte des Menschen, Torino, UTET, 1895.
- Freie Wissenschaft und freie Lehre (1877), in inglese, Freedom in Science and Teaching
- Die systematische Phylogenie (1894) — "Filogenesi sistematica"
- Die Welträthsel (1895–1899), anche: Die Welträtsel; in italiano:  Ernesto Haeckel, I problemi dell'universo: prima traduzione italiana autorizzata dall'autore del dott. Amedeo Herlitska con un'introduzione sulla filosofia monistica in Italia e aggiunte del prof. Enrico Morselli, Torino, Unione tipografico-editrice, 1904. URL consultato il 15 settembre 2017 (archiviato dall'url originale il 16 settembre 2017).
- Über unsere gegenwärtige Kenntnis vom Ursprung des Menschen (1898) — in inglese The Last Link, 1898
- Der Kampf um den Entwickelungsgedanken (1905) — in italiano: La lotta per l'evoluzione; traduzione italiana autorizzata dall'autore di Mario Domenichini, Torino: Utet, 1908
- Die Lebenswunder (1904); in italiano: Le meraviglie della vita, 1906. (traduzione inglese: The Wonders of Life)

## Intitolazioni onorarie
- A Ernst Haeckel è intitolato l'asteroide 12323 Haeckel.
- Alcuni nuovi materiali, simili al grafene, sono stati denominati Haeckeliti in onore di Ernst Haeckel in quanto la loro struttura ricorda i suoi disegni di radiolari.

| Haeckel è l'abbreviazione standard utilizzata per le piante descritte da Ernst Haeckel. Consulta l'elenco delle piante assegnate a questo autore dall'IPNI. |

| Haeckel è l'abbreviazione standard utilizzata per le specie animali descritte da Ernst Haeckel. Categoria:Taxa classificati da Ernst Haeckel |